# Stadtbahn van Bochum
De Stadtbahn van Bochum is een lightraillijn die de ruggengraat vormt van het openbaar vervoer in de Duitse stad Bochum. De lijn is een sneltramlijn (Duits: Stadtbahn) die in het stadscentrum grotendeels in tunnels ligt en daarbuiten op maaiveld en daarnaast vooral gebruikmaakt van vrije banen.
De lijn wordt U35 genoemd, dit in tegenstelling tot tramlijnen die een driecijferig getal krijgen beginnend met een '3'. Op de lijn rijden de voertuigen van het gemeentelijke vervoerbedrijf BoGeStra. De lijn heeft een lengte van 15,3 kilometer. Van de 21 stations zijn 15 ondergronds. Zoals in andere steden in Duitsland, is de Stadtbahn ontstaan uit het lokale tramnet, in dit geval tramlijn 305 die gezamenlijk met de Vestische Straßenbahnen werd geëxploiteerd. De eerste tram in Bochum ging in 1894 rijden.

## Materieel
In Bochum is het gebruikelijk van elk tramtype de naam van de fabrikant aan te houden. Het overzicht is van begin 2022.

### Huidig
- B80D: Van 1988 tot 1993 werden bij Duewag 25 gelede trams van het type B80D aangeschaft. Deze zijn alle 25 nog in dienst.
- Tango: Zowel in 2008 als in 2021 werden bij Stadler 6 gelede trams van het type Tango aangeschaft. Deze zijn alle 12 nog in dienst.

## Galerij

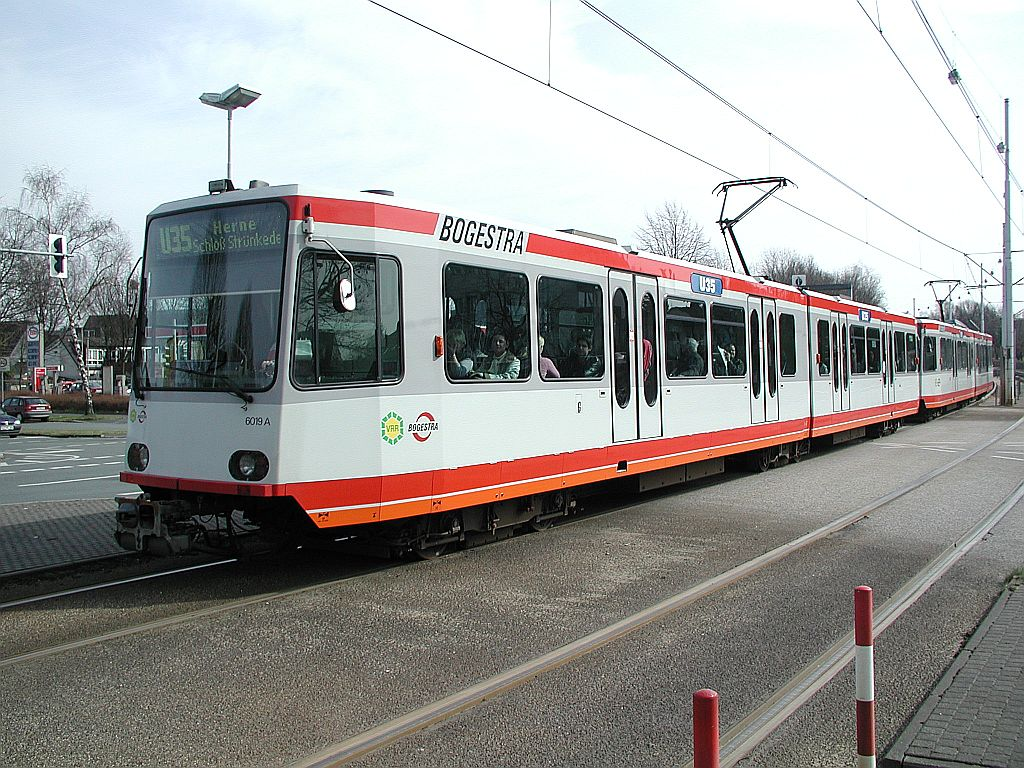
Gekoppelde B80D-wagens
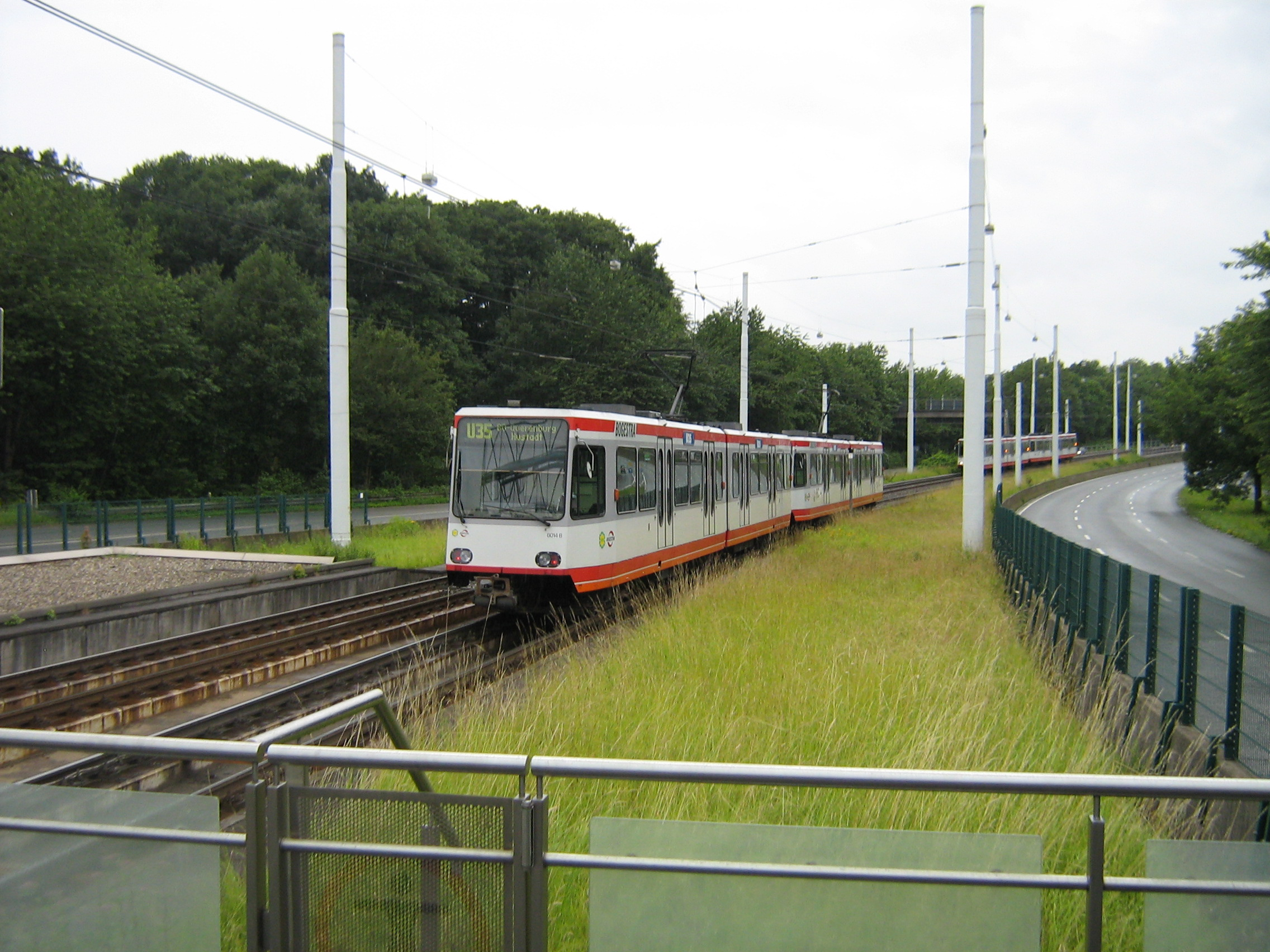
Een deel van het traject op vrije baan
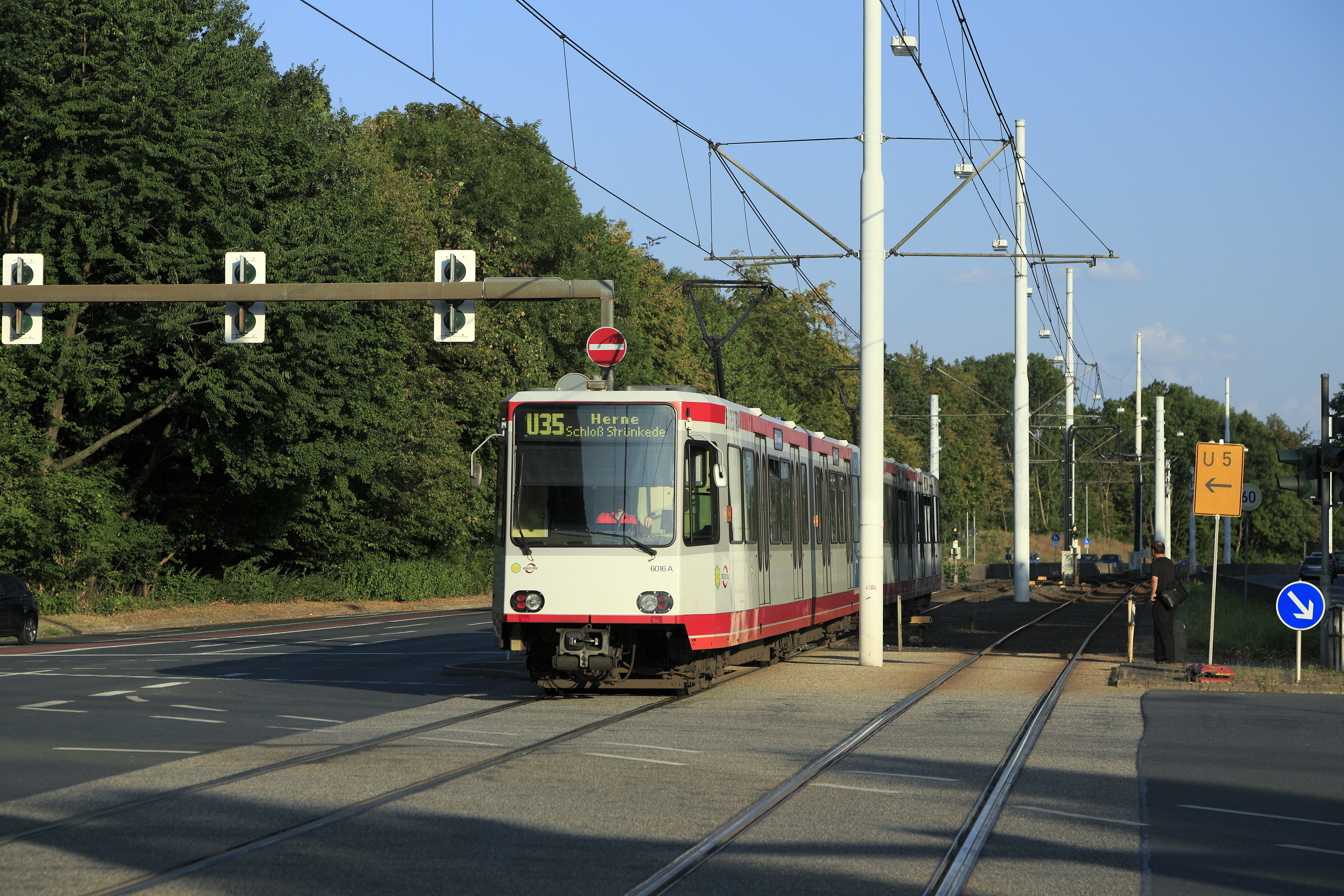
Een kort deel straattraject